# Transit (film fra 2015)
|  | Denne artikel er oprettet af botten Steenthbot ud fra en ekstern database. Den kan derfor have sproglige fejl eller mangler. Denne skabelon kan fjernes efter kontrol af indholdet. |

 For alternative betydninger, se Transit. (Se også artikler, som begynder med Transit)
Transit er en dansk kortfilm fra 2015 instrueret af William Rudbeck Lindhardt. Produceret af Rasmus Doolengs og Jakob Søby Hansen.

## Handling
Tobias bliver mobbet i skolen og har ingen venner. En dag møder han den glade og forstående Kalle dybt inde i skoven. Et unikt venskab påbegyndes. Men findes Kalle overhovedet i virkeligheden?

## Medvirkende
- Albert Rudbeck Lindhardt, Tobias
- Téo Lepetit, Kalle